# Manuel Poppinger
Manuel Poppinger (19 maggio 1989) è un ex saltatore con gli sci austriaco.

## Biografia
In Coppa del Mondo ha esordito il 6 gennaio 2011 a Bischofshofen (45°) e ha ottenuto il primo podio il 18 gennaio 2014 a Zakopane (3º). Ha debuttato ai Campionati mondiali a Falun 2015, dove ha vinto la medaglia d'argento nelle gare a squadre dal trampolino lungo ed è stato 32° nel trampolino lungo. Ai Mondiali di volo di Tauplitz 2016 ha vinto la medaglia di bronzo nella gara a squadre; ai Mondiali di volo di Oberstdorf 2018 è stato 23º nella gara individuale e 5º in quella a squadre.

## Palmarès

### Mondiali
- 1 medaglia:
  - 1 argento (gare a squadre dal trampolino lungo a Falun 2015)

### Mondiali di volo
- 1 medaglia:
  - 1 bronzo (gara a squadre a Tauplitz 2016)

### Coppa del Mondo
- Miglior piazzamento in classifica generale: 27º nel 2016
- 4 podi (tutti a squadre):
  - 1 secondo posto
  - 3 terzi posti

### Campionati austriaci
- 2 medaglie[1]:
  - 1 oro (gara a squadre nel 2011)
  - 1 argento (HS94 nel 2012)